# Ceradryops himalayanus
Ceradryops himalayanus is een keversoort uit de familie ruighaarkevers (Dryopidae). De wetenschappelijke naam van de soort werd in 1981 gepubliceerd door Satô.